# Saririaka
 (janvier 2012).
Si vous disposez d'ouvrages ou d'articles de référence ou si vous connaissez des sites web de qualité traitant du thème abordé ici, merci de compléter l'article en donnant les références utiles à sa vérifiabilité et en les liant à la section « Notes et références ».
Saririaka (ou Saririaky)  est un gros village du sud-ouest de Madagascar, située dans l'ancienne province de Toliara, dans le district de Toliara II. 

## Situation et climat
Saririaky est un village de brousse de la commune d'Andranohinaly ou bien de Ankilimalinika. Le climat est semi-aride, arrosé rarement par quelques restes de cyclones.

## Population
Les Masikoro sont un peuple issu du groupe ethnique des Sakalava.

## Économie
À Saririaky, la population vit de la production agricole et artisanale. La production est limitée à nourrir le village : le manioc, le maïs, la patate douce et la tomate sont cultivés en terre sèche sur de petites parcelles de terre sablonneuse rouge ; ces denrées sont aussi séchées et stockées pour les périodes de disettes pas rares dans ces contrées.
L'élevage de zébus, de chèvres, de moutons et quelques basses-cours, est aussi une des activités des Masikoro ; la consommation de viande est réservée aux grandes occasions lors de sacrifices traditionnels.
Le coton est aussi produit quand les pluies sont suffisantes, mais avec le changement climatique elles se font de plus en plus rares, donc la production n'est jamais garantie. Les bonnes années sont rares (une sur six). 
Un canal d'irrigation creusé et entretenu par les cultivateurs sur des centaines de kilomètres alimente chaque parcelle. Le droit d'eau est déterminé par un calendrier très complexe et respecté à la lettre. 
Les grands manguiers produisent aussi d'excellents fruits, ils sont récoltés, vendus ou échangés sur les marchés à Tuléar. Le charbon de bois produit dans les campagnes environnantes fait aussi partie de la production d'appoint ce qui permet de cuire les aliments, le surplus étant acheminé à Tuléar. Les villageois commencent à comprendre les effets de la déforestation dans ce milieu déjà très touché.
La distillation ancestrale de la canne à sucre produit du rhum ; il est acheminé par charrette à zébus jusqu'à Tuléar. L'artisanat local est constitué principalement de quelques produits en raphia fabriqués par les femmes du village tel que nattes, chapeaux, paniers et autres petits bibelots qui sont proposés sur divers marchés locaux.

## Traditions et cultures

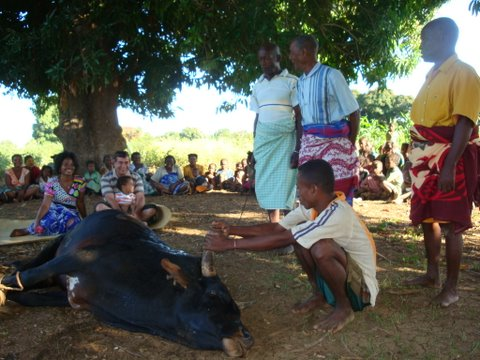
À chaque évènement traditionnel, un bœuf est sacrifié. Ici, lors de la tradition de la reconnaissance de l'enfant

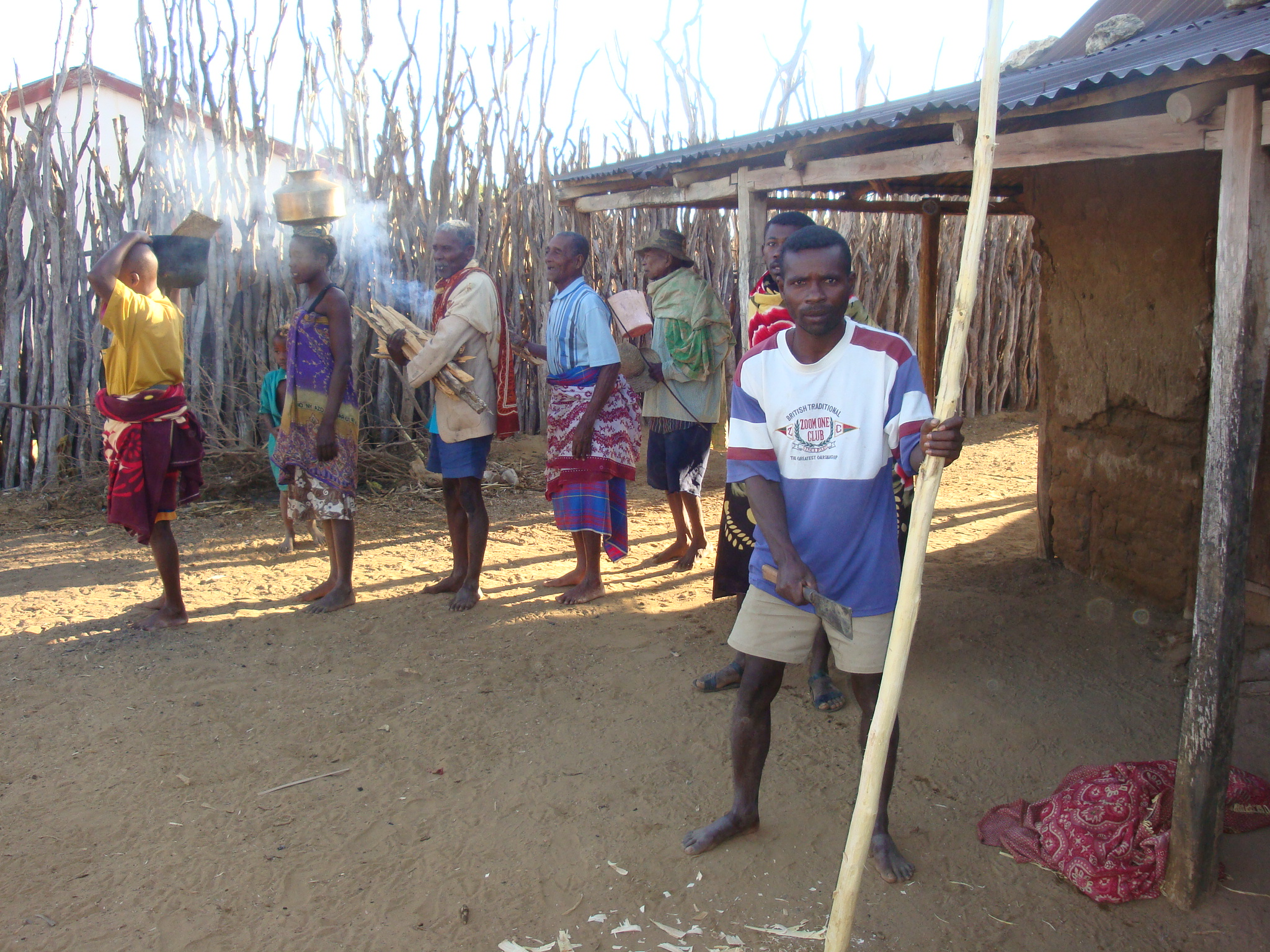
La Procession qui mène au Grand Manguier Sacré

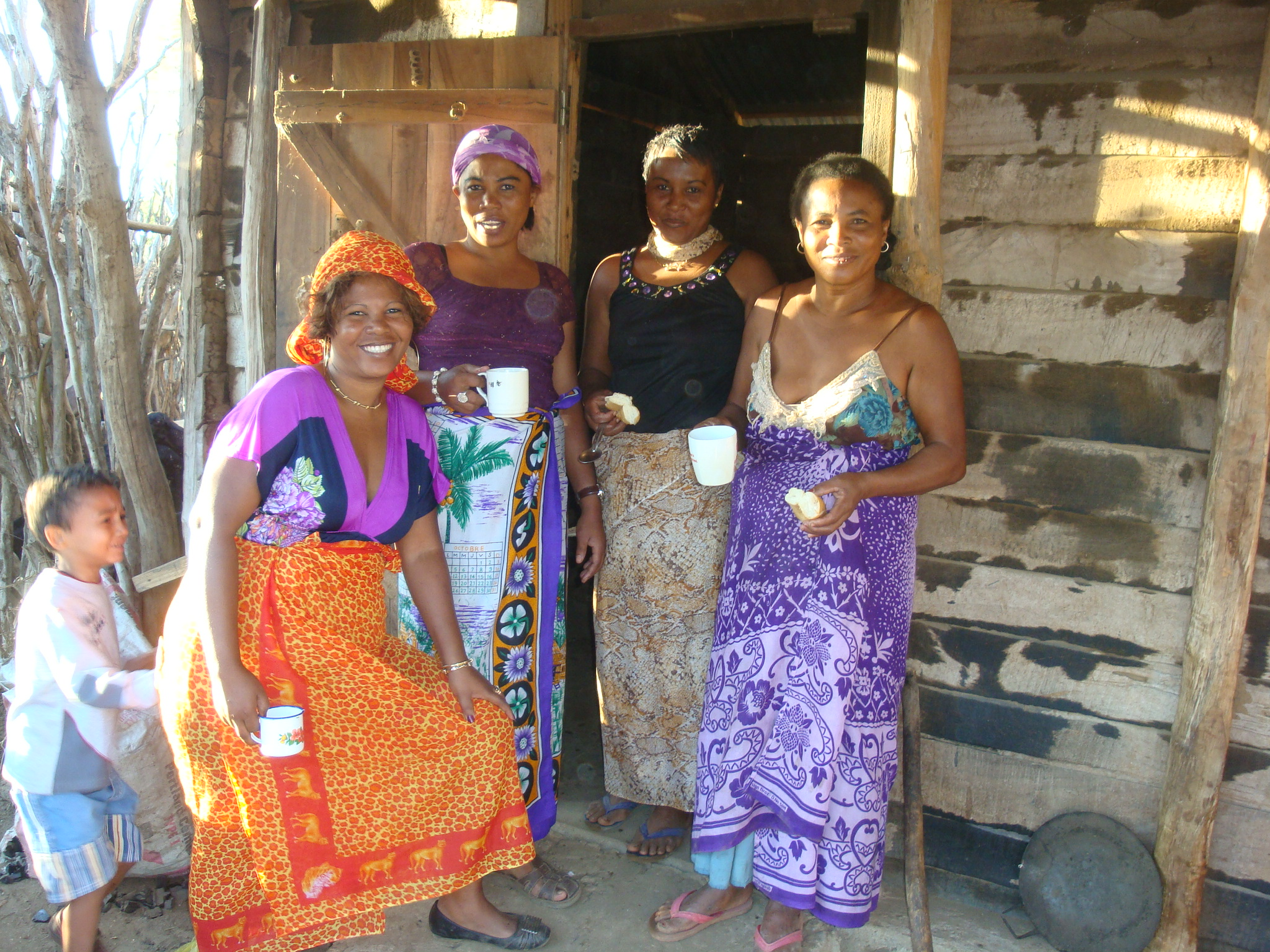
Petit déjeuner avant que les femmes partent aux travaux des champs

Les Masikoro est un peuple de traditions et de croyances. La principale est la circoncision des petits garçons de 1 à 3 ans : elle se pratique en général tous les trois ans. La fête commence un vendredi soir du mois de septembre, vendredi choisi par le marabout (Pisoro) du village, selon la position des astres. Elle est animée de musique et chansons de brousse traditionnelles, accordéons, mandolines, tambours.
Après la cérémonie du Pisoro sous le grand manguier, une procession de tous les habitants conduit le bœuf au Manguier Sacré où se déroulent tous les sacrifices. Le bœuf est choisi par le marabout et payé par tous les participants qui se rendent au manguier en dansant aux sons des mandolines et des tambours, le feu, l'eau, les outils et les marmites qui serviront à la tradition sont emportés sur la tête des femmes. Le bœuf est mis à mort par égorgement, il est découpé et partagé entre les parents des circoncis. 
Au coucher du soleil, la fête se déplace au village devant la maison du chef où l'orchestre ne s'arrêtera pas de jouer toute la nuit. Après le repas de midi au village, tout le monde regagne le Manguier Sacré pour terminer la tradition le dimanche soir au coucher du soleil. Si la fête se prolongeait au-delà, la malédiction s'emparerait du village et de ses habitants.
« La reconnaissance de l'enfant » né pendant l'année ressemble beaucoup à la tradition de la circoncision mais ne dure qu'un jour. Les organes vitaux du bœuf sont cuits dans une marmite sous le manguier sacré, un petit morceau de chaque organe est emballé dans un petit panier de raphia et est suspendu à la charpente de la maison du marabout, il y restera jusqu'à ce que la maison disparaisse. À la naissance d'un enfant, le placenta du nouveau-né est enterré dans un endroit autour de la maison de la nativé, ceci dans un souci de s'allier à la terre du pays à laquelle les Masikoros sont très attachés.
Le bœuf est aussi sacrifié à la mort d'un membre d'une famille, toute une tradition tourne autour de cet événement. Le nombre de bœufs égorgés devant la maison du défunt dépendra de la grandeur de la famille et de sa richesse, mais l'honneur y est aussi pour quelque chose. Les Masikoros sont très sensibles à la richesse et l'honneur envers les autres.
Les garçons de la famille habillés d'un paréo (lambahoany) quittent le village pour annoncer la mort de leurs proches dans la campagne environnante. Le défunt restera dans son lit de mort pendant 2 jours, toutes ses connaissances viendront lui rendre hommage et participer à la cérémonie d'adieu. Le lendemain, il sera mis en cercueil et conduit au tombeau familial à quelques centaines de mètres de son domicile. Là un dernier bœuf rendra son âme et sera partagé à tout le monde. 
L'ancêtre des Masikoro est très respecté par les vivants, l'esprit et l'âme du défunt toujours vivant sera sollicité très souvent par sa famille pour toutes sortes de doléances. Occasionnellement, les honneurs lui seront rendus par un rituel spécifique, il s'agit de faire le tour du tombeau, de déverser une bouteille de rhum autour du mausolée, de remercier les ancêtres et de réclamer protection et santé.

## Style de vie

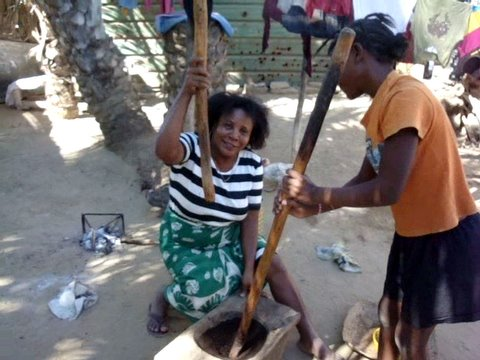
Tous les matins, on achète du café vert, il est grillé à la poêle, écrasé et moulu à la main. (mandisa café)

Le travail des champs et l'élevage du bétail sont les principales activités des gens de Saririaka. Le marché de Tsianisiha à 9 km a lieu tous les lundis et attire les paysans de Saririaky qui vont vendre ou troquer leurs récoltes ou leur bétail contre des aliments de première nécessité.